# Бразильская военная миссия во Франции
Бразильская военная миссия во Франции (порт. Missão Militar Brasileira à França), официальное название «Военная миссия по изучению военных операций и приобретению материалов во Франции» (фр. Mission Militaire d’Études des Operations de Guerra et d’Acquisition de Matériel em France, порт. Comissão de Estudos de Operações de Guerra e de Aquisição de Material na França), также известная как Миссия Аше (порт. Missão Aché) — группа из 26 бразильских военных офицеров, посланных во Францию в начале 1918 года для наблюдения за боевыми действиями и ознакомления с новейшими военными технологиями во время Первой мировой войны. 
Миссия была создана после объявления Бразилией войны Германии в октябре 1917 года на стороне Антанты и действовала в течение нескольких месяцев 1918 года. Офицеры наблюдали за боевыми действиями и принимали непосредственное участие в последних сражениях Западного фронта Первой мировой войны, в том числе и командуя подразделениями французских войск.
Миссия сыграла важную роль в дальнейшей францизации бразильских вооруженных сил. По возвращении на родину офицеры способствовали заключению соглашения о присутствии большой французской военной миссии в Бразилии для модернизации её армии по французскому образцу.

## Предыстория
К началу 1917 года положение в мировой войне склонилось в пользу антигерманской коалиции после вступления в конфликт США. Бразилия сохраняла нейтралитет, но интеллектуальные и культурные круги симпатизировали Антанте.  
Давление на Бразилию, чтобы она вступила в войну было очень сильным. Как заявил французский дипломат Филиппе Бертело: «В будущем кажутся необходимыми два условия: бразильская кровь должна быть смешана с французской на полях сражений, чтобы укрепить наш союз и пробудить ненависть к немцам, и чтобы нас не застали врасплох [...] внезапным миром, в то время как другие великие народы смогут усилить свои средства экономического проникновения и интеллектуального влияния».
После серии нападений немецких подлодок на бразильские торговые суда в 1917 году, Бразилия разорвала дипломатические отношения с Германией, а 26 октября 1917 года объявила ей войну.

## Создание миссии
На Парижской межсоюзнической конференции в ноябре 1917 года Бразилия согласилась предоставить войска: морскую дивизию для патрулирования Атлантики, авиационную эскадрилью и медицинский отряд. Полномочный министр Бразилии и один из основателей Бразильской лиги союзников, Граса Аранья и проживавшие во Франции бразильские интеллектуалы лоббировали идею отправки также сухопутных войск для поддержки союзников. В Бразилии произошли серьезные столкновения между немецкими иммигрантами и сторонниками вступления страны в войну на стороне Антанты, что отчасти привело к отставке министра иностранных дел Лауро Мюллера из-за немецкого происхождения, и замене на франкофила Нилу Песанья.
Помимо бразильских и французских дипломатов, военные обеих стран также рассматривали возможность отправки бразильских войск воевать в Европу, что породило спекуляции в британской прессе. Министр Фонтура Ксавьер также предложил королю Великобритании Георгу V направить бразильские войска в Месопотамию. Английские и североамериканские газеты опубликовали информацию о том, что бразильское правительство готово предоставить 500 000 человек для сражений против Османской империи. Бразильский политик Пандиа Каложерас более реалистично оценивал отправку людей на войну, он говорил, что «наше сотрудничество должно осуществляться систематически, а не в результате кризисов (как это было до сих пор) на театре военных действий. Для этого мы должны иметь в качестве представительства экспедиционный корпус численностью от 120 000 до 150 000 человек, что для 25-миллионного народа — ничто».
Альтернативной идей было отправить бразильскую военную миссию в Европу для изучения боевых действий, включая группу офицеров в качестве стажеров. С 1916 года велась очень оживленная дискуссия о возможности найма военной миссии для обучения бразильской армии. По этой причине маршал и бывший президент Эрмес Родригеш да Фонсека был приглашен посетить поля сражений во Франции.
Просьба о поездке во Францию поступила от французского правительства ещё когда Эрмес да Фонсеки был бразильским президентом, чтобы он «лично убедился, что французская армия восстановлена и не заражена анархистской пропагандой, как утверждала немецкая пропаганда». Этот визит помог развеять мнение о том, что он был германофилом, и подкрепил выбор бразильского правительства в пользу французской военной миссии.
План отправки военной миссии во Францию исходил от французских и бразильских военных атташе, которых поддержали бразильские политики-франкофилы, включая генерала Наполеана Аще, Пандиа Каложераса, будущего военного министра и члена бразильской делегации на переговорах по Версальскому договору, и Эпитасиу Пессоа, главу делегации и будущего президента Республики в 1919—1922 годах. Важную роль сыграл капитан Альфонс Фанно де Ла Хори, французский военный атташе в Бразилии и член миссии по реформированию общественных сил Сан-Паулу в 1911-1913 года. Он был против немедленной отправки французской миссии в Бразилию, предпочитая вместо этого направить бразильскую миссию для изучения французской армии и закупки снаряжения. Бразильский маршал Жосе Каэтано де Фариа также был одним из старших офицеров, выступавших за отправку миссии за границу, но он в равной степени был против идеи приезда иностранной миссии в Бразилию.
Проект миссии был разработан французским военным атташе в Бразилии, который в письме объяснил, что миссия предназначена для изучения и закупок. В этом проекте не было указания на национальность миссии, а её экономический характер соответствовал тому, что предусматривал в своей схеме капитан Альфонс Фанно де Ла Ори.
Спустя время, бразильский конгресс принял закон, предусматривавший отправку во Францию военной миссии для адаптации бразильской армии к новым доктринам ведения современной войны. Бригадный генерал Наполеон Филипп Аше был выбран в качестве командующего Бразильской военной миссией во Франции из-за его близости к французам, а в её состав должны были войти двадцать шесть бразильских офицеров. В состав миссии вошли подполковник Хосе Фернандеш Лейте де Кастро (заместитель начальника), лейтенант Октавио М. Аше (секретарь), лейтенант Жозе Нери Эубанк Камара (администрация), майор медицинской службы Жоаким М. Сампайо (ветеринария), лейтенанты Алзир М. Родригес Лима, Марио Барбадо и Бенто Р. Карнейро Монтейро из авиации, лейтенанты Демокрито Барбоза, Себастьян Рего Баррос и Карлос де Андраде Невес из артиллерии, майор Тертулиано Потигуара, капитан Пракседес Т. да Силва Жуниор и лейтенант Онофре М. Гомеш де Лима из пехоты; майор Фирмино Антонио Борба, лейтенанты Изауро Регуэра, Жозе Пессоа Кавалканти де Албукерке и Кристован де Кастро Барселлос из кавалерии; майор медицины Родриго де А. Араган Булкао, Араган Булкао и капитаны медицинской службы Клеоменес Л. де Сикейра Фильо, Жуан Афонсо де Соуза Феррейра, Аларико Дамазио, Жуан Флорентино Мейра, Маноэль Эстевес де Ассис и лейтенант Карлос да Роша Фернандеш. Её члены были прикреплены к частям французской армии, чтобы изучить современные методы организации и ведения боевых действий. Подполковник Хосе Фернандеш Лейте де Кастро позже был назначен главнокомандующим миссии вместо генерала Аше.
В то время Франция не могла немедленно поставить оборудование, но бразильская миссия в Европе позволила бы выиграть время и предотвратить заказ другой миссии в других местах, в основном в Соединенных Штатах Америки. Капитан Альфонс позже писал: «С самого начала я предложил принцип, согласно которому наше военное влияние в Бразилии должно начаться с возобновления миссии в Сан-Паулу, постепенно получая необходимое расширение; затем отправить бразильскую миссию во Францию, внедряя французских офицеров и оборудование [...] (авиацию, артиллерию, пулеметы)».
В 1917 году в результате объявления войны бразильская армия была быстро увеличена до 54 000 человек, но это быстрое расширение означало, что самые необходимые ресурсы должны были быть направлены на обучение и оснащение новобранцев. Окончание конфликта в ноябре 1918 года не позволило стране взять на себя серьезные военные обязательства, и направить более крупные боевые силы, таким образом участие Бразилии в сухопутных операциях ограничилось военной миссией, которые были отправлены в Европу в начале 1918 года.

## Деятельность миссии
Деятельность миссии началась с отъездом её главы, генерала Аше. Он проехал через Швейцарию и в октябре 1917 года прибыл в Париж, чтобы установить первые контакты. Затем Аше отправился в Байонну и Лиссабон, где провел всю зиму. В начале 1918 года бразильские военные начали постепенно прибывать в Париж.
Хосе Фернандеш Лейте де Кастро был назначен в Военную миссию во Франции благодаря своим техническим знаниям как артиллерийский офицер и остался там в качестве атташе при штабе артиллерии армии генерала Шарля Мари Эммануэля Манжена. Ему было поручено разработать планы передвижения союзных войск, и ему удалось добиться их утверждения французскими военными властями.
Были сформированы подкомитеты, задачей которых было детальное изучение вопросов, связанных с каждой отраслью их специальности, артиллерией, кавалерией, пехотой, инженерным делом и военной медициной, впитывая, дополняя и используя всю информацию и учения, которые можно было применить к бразильской армии. С момента прибытия в Европу они проходили стажировку в различных военных училищах, в том числе в Сен-Сире. Там они начали обновлять знания по своим специальностям в рамках подкомитетов.
После начального ознакомительного периода, во время которого члены миссии посещали французские военные объекты, поля сражений, такие как Верден, проходили стажировку в учебных заведениях, некоторые бразильские офицеры получили возможность присоединиться к действующим частям французской армии. Первоначально в качестве наблюдателей, но затем приняв непосредственное участие в боевых действиях, включая командование подразделениями. Эта боевая практика продолжалась в течение трех месяцев — с сентября по ноябрь 1918 года, когда было заключено перемирие.

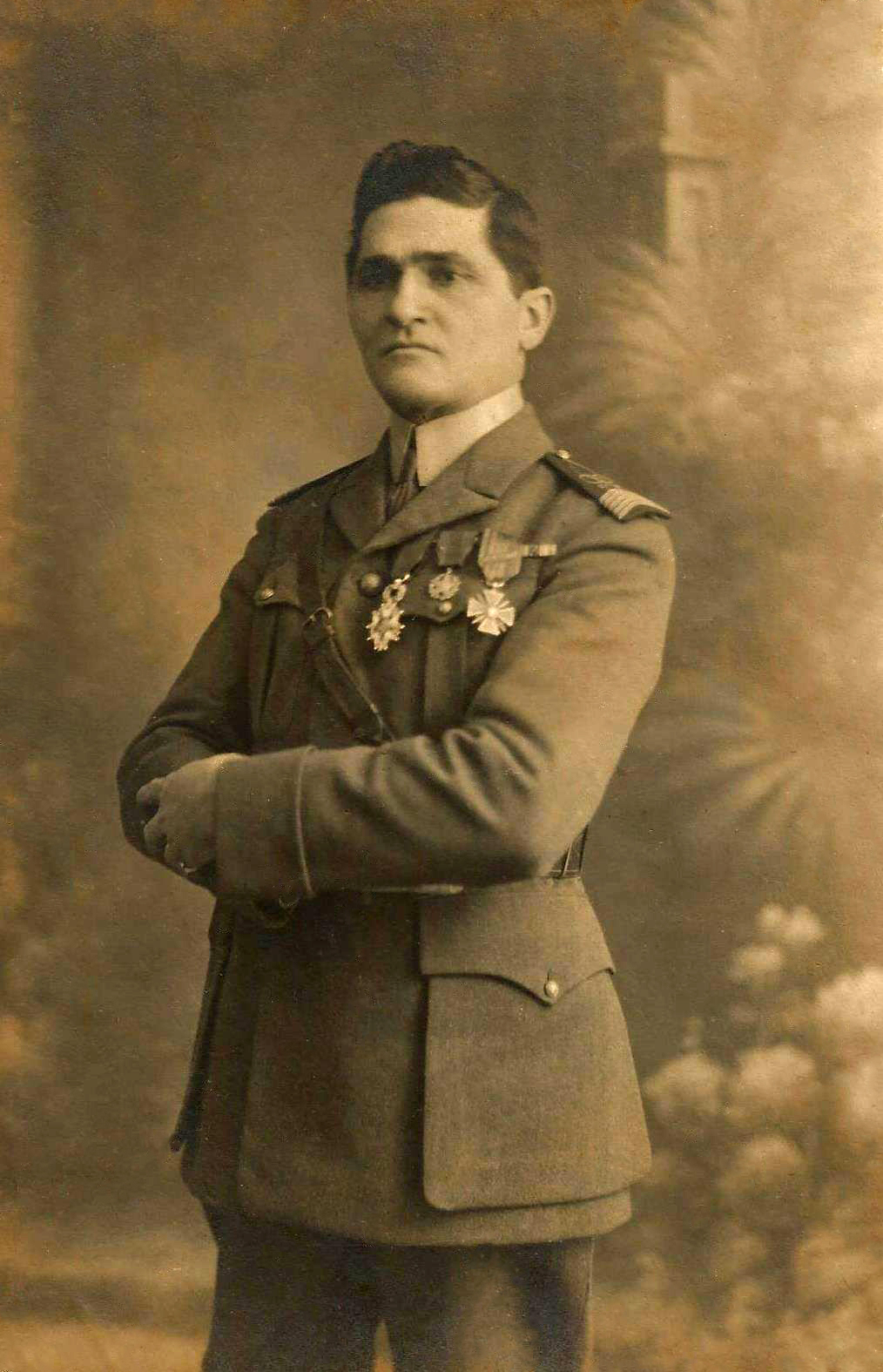
Тертулиано Потигуара

Бразильские офицеры были включены в состав подразделений французской армии в ходе боевых действий 2 сентября 1918 года, капитан доктор Феррейра на поле боя был награжден военной медалью.
Из группы офицеров, кроме капитана Феррейры, награжденного за храбрость, выделилось трое: майор Тертулиано Потигуара, лейтенант Жосе Пессоа и лейтенант Кристован Барселлос. Большинство операций, в которых они принимали участие, проходили во время «Стодневного наступления» с 8 августа по 11 ноября 1918 года. 
Майор Тертулиано Потигуара был прикомандирован к 30-му батальону Альпийских стрелков и участвовал в битве на канале Сен-Кантен, где был ранен 1 октября 1918 года. Его повысили в звании до подполковника и наградили французским военным орденом за храбрость. 9 октября генерал Аше сообщил военному министру, что майор Потигуара здоров, несмотря на полученное ранение. 
Жозе Пессоа Кавалканти де Албукерке получил звание второго лейтенанта, когда он отправился во Францию. Пессоа прошел двухмесячную стажировку в военной академии Сен-Сир и сразу же отправился на фронт, в качестве кавалерийского офицера. В начале сентября 1918 года Пессоа вступил в  4-й драгунский полк 2-й кавалерийской дивизии, входившей в состав 2-й французской армии. Он находился под командованием генерала Шарля Манжена. Жозе Пессоа было поручено командование сначала 7-м взводом 1-го эскадрона, а затем 1-м взводом того же эскадрона. По словам биографа Хирана Камары, подразделение, которым он командовал, состояло из колониальных войск и было «чрезвычайно агрессивным». Пессоа «был очень поражен впечатлением, которое произвели на него эти деревенские солдаты, настоящие боевые машины». Он отличился в боях во Фландрии в сентябре-ноябре 1918 год и был награжден французским командованием. Во время боевых операций Пессоа познакомился со штурмовыми машинами Renault FT-17. Основываясь на этом опыте, он получил задание приобрести двенадцать танков, которые в дальнейшем составили основу 1-го танкового подразделения бразильской армии. 

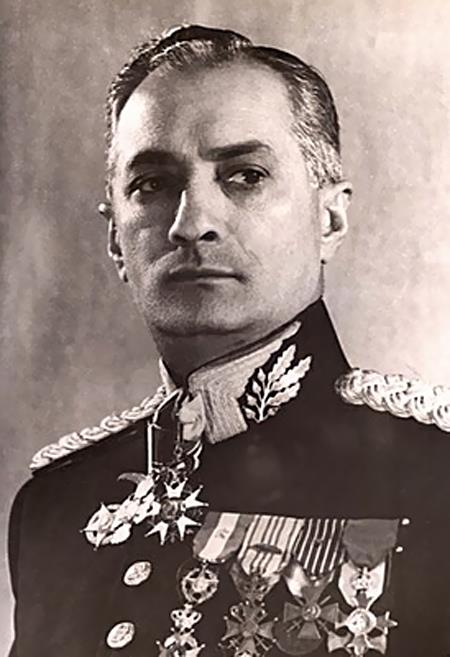
Жозе Пессоа Кавалканти де Албукерке

После перемирия Пессоа заболел тифом. Выздоровев, он вернулся в строй и в 1919 году получил задание приобрести первые танки для бразильской армии. В ходе этой миссии он столкнулся с рядом трудностей, в том числе с попыткой французов продать старые танки; он написал об этом полковнику Жозе Фернандо Лейте де Кастро, главе бразильской военной миссии в Париже. В своем письме он прокомментировал функционирование и недостатки вооружений.
Кристован де Кастро Барселлос находился в звании 1-го лейтентанта с октября 1917 года, когда был призван в состав миссии Аше и прибыл во Францию примерно в январе 1918 года. Кристован Барселлос участвовал в операциях на фронте с союзниками, в начале сентября получил назначение в кавалерийское подразделение, 17-й драгунский полк, где он командовал взводом подразделения. Полк входил в 14-ю драгунскую бригаду 6-й кавалерийской дивизии, входившей в состав 7-го французского армейского корпуса. После подписания перемирия Барселлос, в отличие от Жозе Пессоа остался во Франции до июня 1919 года, пройдя обучение в военной академии Сен-Сир. За проявленную храбрость в боях в Бельгии Барселлос вскоре был произведен в капитаны и был удостоен наград французского правительства.

Кристован де Кастро Барселлос

В самой Бразилии не было известно о том, что бразильцы командуют взводами, пока не пришло известие о ранении майора Тертулиано Потигуары в бою. В то время мысль о том, что бразильские офицеры командуют частями французской армии, вызвала удивление и стала предметом дебатов в Палате депутатов. 13 октября 1918 года газета O Paiz опубликовала речь депутата Абеля Чермонта из штата Пара о роли бразильских офицеров в командовании французскими частями:
«[...] Выступая по военным вопросам в Палате депутатов, господин Абел Чермонт, представитель штата Пара, заявил, что некоторые офицеры из миссии Аше, находящейся во Франции, занимающие более высокие воинские звания, сейчас командуют французскими солдатами и даже французскими офицерами. Это заявление, которое очень польстило бы нам, если бы было правдой, совершенно неизвестно в военных кругах; там знают, что наши офицеры служат во французских полках, но совершенно не осведомлены о том, что они назначены на командные должности, поскольку европейские армии никогда не допускали этого».
В середине октября 1918 года газета A Noite опубликовала телеграмму генерала Аше, датированную 9 октября 1918 года, в которой он информировал военного министра о ситуации с бразильскими офицерами на линии фронта: «Вся миссия Аше на фронте. Сегодня военный министр получил следующую телеграмму от генерала Аше: [...] Леите де Кастро присоединился к кампании восьмого полка тяжелой артиллерии. Те кавалеристы [Пессоа и Барселлос] присоединились к полку кавалерийской дивизии. Офицеры пехоты прикреплены к батальонам егерей.  Врачи с санитарными машинами и носилками. Все на передовой».
23 ноября 1919 года газета «O Pharol» сообщила о роспуске миссии.

## Итоги

### Отзывы

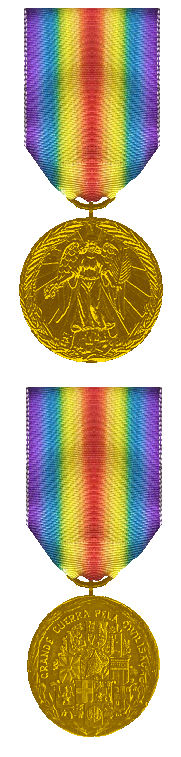
Члены военной миссии были награждены бразильской наградой «Медаль Победы»

Участие бразильской армии в целом было незаметным, но значимым, поскольку представители основных родов войск, пехоты, кавалерии и артиллерии, воевавшие вместе с французской армией против Германской империи, имели возможность пройти полный цикл обучения. Для трех офицеров — Тертулиано Потигуара, Жозе Пессоа и Кристован Барселлос участие в тяжелых боях во Франции и Бельгии стало важным для построении профессиональной карьеры в армии.
Майор Потигуара был охарактеризован следующим образом:
«Главный штаб северных и северо-восточных армий - Кадровый отдел (Награды) - Приказ № 11108. Во исполнение положений добавления № 7374 М. от 1 мая 1918 года, инструкции от 13 мая 1915 года, "главнокомандующий армией объявляет в приказе по армии": господин Тертулиано Потигуара, майор бразильской армии [...] - очень энергичный и выдающийся офицер, который попросил направить его в элитное подразделение. Добровольно вступив в штурмовой батальон, "был ранен" 1 октября 1918 года перед Сен-Кантеном. По приказу главнокомандующего - Данвин, начальник штаба.»
Полковник де Фурна, командир 4-го драгунского полка французской армии, заявил, что в ходе действий лейтенант Жозе Пессоа очень отличился:
«Приказ по полку № 49 — Подполковник де Фурна, командир 4-го драгунского полка, отмечает в приказе по полку 1-го лейтенанта Жозе Пессоа Кавалканти де Албукерке, кавалериста бразильской армии, прикомандированного к 4-му драгунскому полку, по следующей причине: Будучи иностранным офицером, пожелавшим служить во французской армии, он принял командование взводом, которым руководил в особо сложных и опасных условиях. Всегда отличался храбростью и решительностью духа. Добровольно вызвался провести разведку под сильнейшим огнем в первых линиях пехоты. — (Подписано) - Де Фурна.»
Жозе Пессоа пользовался большим авторитетом у своих командиров. Капитан Маршаль утверждает, что он возглавлял эскадрон, и отмечает, что он «блестяще командовал своим взводом во всех военных операциях (франко-бельгийском наступлении в сентябре, октябре и ноябре 1918 года)». Офицеры генштаба французской армии высоко оценили его способности и навыки командования: 
«В 4-м драгунском полку он зарекомендовал себя как один из лучших офицеров и прекрасный товарищ. Высокообразованный, страстно увлеченный профессией, он использовал все возможности для совершенствования своих знаний [...]. Смелый и блестящий под огнем, лейтенант Жозе Пессоа, который со своим полком прошел всю кампанию во Фландрии в 1918 году, неоднократно вызывался для выполнения опасных миссий. Несомненно, он извлек максимальную пользу из своей стажировки».
Генерал де Лассан, командовавший 2-й кавалерийской дивизией, охарактеризовал Жозе Песоа как «энергичного и трудолюбивого офицера, который в течение нескольких месяцев командовал своим подразделением во французской армии на операциях. Он преследовал врага вместе с 4-м драгунским полком вплоть до реки Эско». И назвал лейтенанта «превосходным офицером».  
Согласно приказу №53 бригады, изданному генералом Маньеном, командиром 19-й драгунской бригады, который цитирует в приказе бригады: «лейтенант Кристован де Кастро Барселлос из 17-го драгунского полка. Офицер столь же блестящий, сколь и скромный, высоких моральных качеств». По словам генерала Маньена, помимо блестящих качеств и скромности, Барселлос был хладнокровен и выдержал прямой огонь немецкой артиллерии, а также снискал одобрение войск, которыми командовал:
«Больной, он получил приказ отступить, когда достиг предела своих сил. По возвращении на фронт он не колебался пересечь зону, находившуюся под интенсивным огнем вражеской тяжелой артиллерии, чтобы своим присутствием ободрить один из своих постоянно обстреливаемых постов. Находясь на связи с пехотными подразделениями в последние дни октября 1918 года, благодаря своему хладнокровию он заслужил горячее одобрение действующих войск [...]» (Подписано) - Генерал Маньен, командир 19-й драгунской бригады.

### Память
Несмотря на различные действия, достижения, влияние и развитие событий в послевоенный период, «Бразильская военная миссия во Франции» слабо исследована и действия её членов на полях сражений остались неизвестными в памяти Бразилии.

### Французская миссия в Бразилии

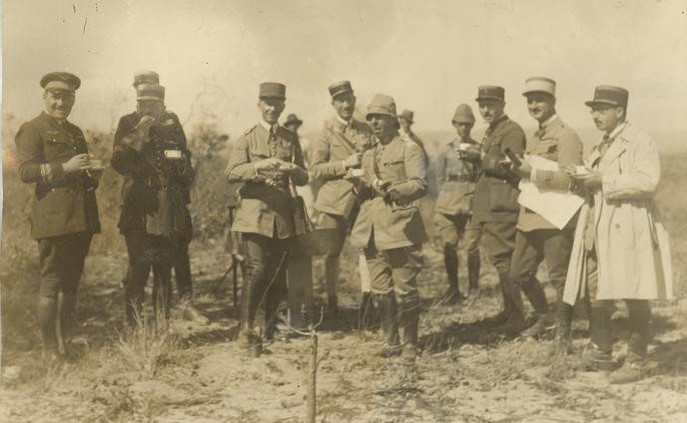
Французские инструкторы на военных учениях в Белу-Оризонти 1931 году.

Основная цель бразильской миссии во Франции заключалась в том, чтобы сохранить возможность заключения в будущем контракта с французской военной миссией. Это позволило бы распространить французскую военную доктрину в Бразилии и связать совершенствование бразильской армии с французскими подходами. Показатели, продемонстрированные бразильскими бойцами, оказались не просто многообещающими, но и позволили правительству Бразилии принять решение о выборе французской армии для участия в будущей военной миссии по обучению бразильской армии. Исследователь Родригес отмечает, что «члены Комиссии по изучению операций и приобретению материальных средств во Франции внесли свой вклад в лучшее суждение и анализ, которые определили процесс заключения контракта с французской военной миссией, что оказало решающее и заметное влияние на бразильскую армию».
8 сентября 1919 года был подписан контракт о введении крупной французской военной миссии в Бразилию. Ей была поручена задача управления основными военными учебными заведениями страны, адаптации и внедрения французских военных методов и техники. Благодаря этому сотрудничеству бразильские офицеры получили возможность приобрести и ввести в эксплуатацию, в частности, французские танки Renault FT-17.